# مأموریت آقای شادی
مأموریت آقای شادی فیلمی به کارگردانی محمدرضا زهتابی و نویسندگی محمدرضا زهتابی، عرش پورزارعی و منوچهر افتخاری و تهیه‌کنندگی حمدالله عابدی، داوود شیرزاد و سید محمد قاضی محصول سال ۱۳۷۱ است.
این فیلم در ۴ فروردین ۱۳۷۲ در سینماهای ایران اکران شده‌است.

## خلاصه فیلم
آقای شادی و همسرش، که هر دو بازرس بیمه‌های اجتماعی هستند، پس از سال‌ها ازدواج در انتظار نوزادی هستند که زندگی سوت و کور آنها را شادی و نشاط ببخشد. آن دو مسئول پیگیری پرونده کارگری می‌شوند که مسئول برق یکی از کارخانه‌های خصوصی بوده و پس از آتش‌سوزی کارخانه مقصر شناخته شده و دچار بیماری روانی شده‌است.